# セジョンモール
株式会社セジョンモール（朝: 주식회사 세종몰 株式會社世宗Mol、英: Sejongmall Co., Ltd.）は、韓国の文房具企業。本社は京畿道抱川に在る。

## 概説
2015年（平成27年）3月限りで自主廃業した羽衣文具を惜しみ、輸入販売業者のシン・ヒョンソクが私費を投じて機材を買い取り、引き受けた。ハングル文字を使用開始した朝鮮王世宗（セジョン）の名からセジョンモールを設立した。

## 沿革
- 2015年（平成27年）3月 - 羽衣文具が自主廃業[3]。製造を引き継ぐ提案を申し出る[要出典]。
- 2015年（平成27年）6月 - 「HAGOROMO」を始めとする銘柄、製造設備、材料調合を譲渡され、生産及び販売が行われる[5]。

## 主な商品
- 白墨（Chalk）

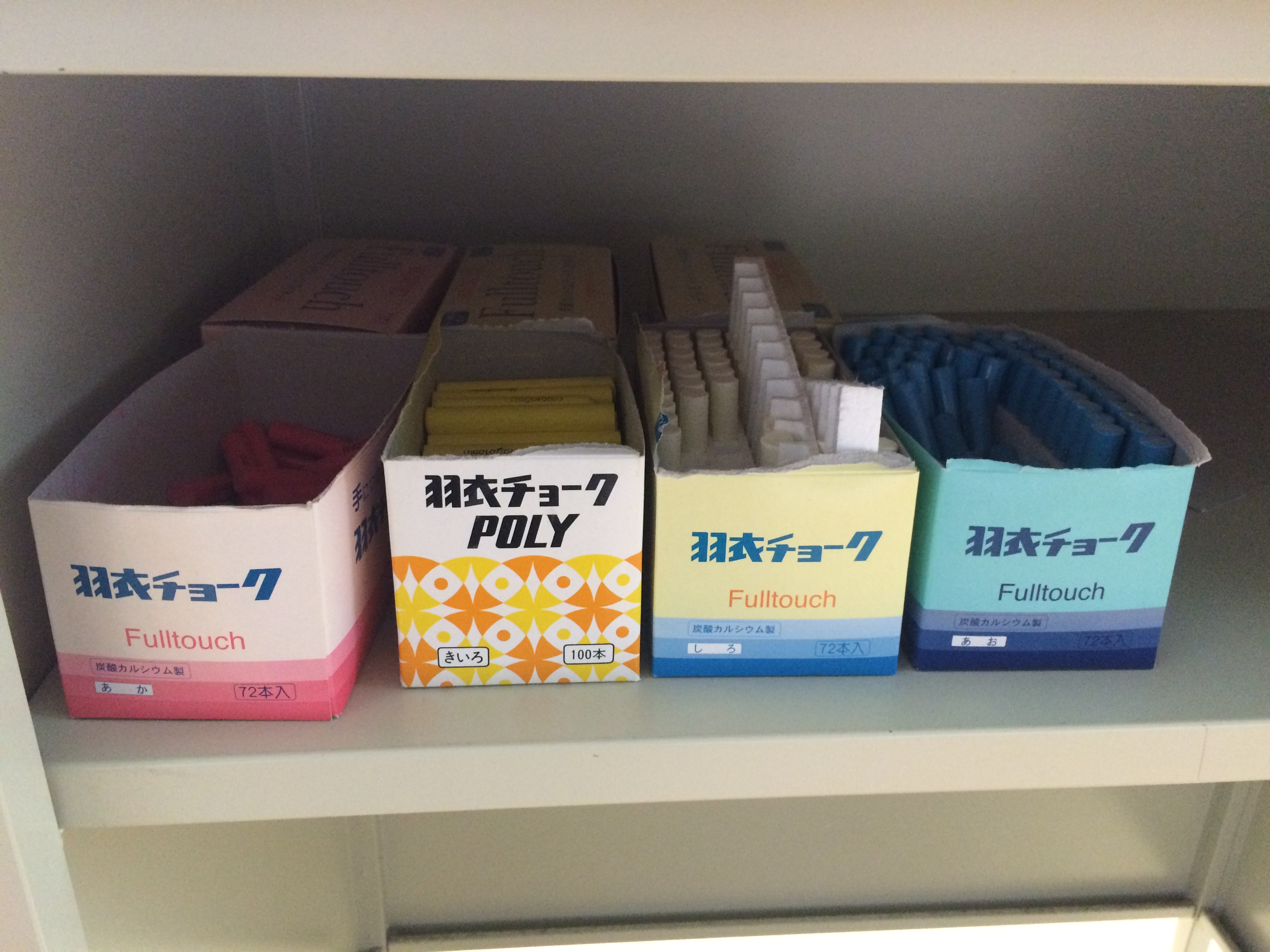
羽衣チョーク

  - Fulltouch - 炭酸カルシウムを原料にした白墨。表面は樹脂で被覆されている。また、牡蛎殻粉末が10%以上配合されており、グリーン購入法に適合していた。硬軟性や色彩度は羽衣文具の廃業時と同様らしい[6][7]。
  - NEW POLY - 硫酸カルシウム（焼石膏）を原料にした白墨。再生材料を45%以上使用している。購入者から要望や依頼を多数受けたため、製造を開始した[8][9]。
  - Rain Chalk - 硫酸カルシウム（石膏）を原料にした白墨。水や雨で濡れても消えにくい[10]。
  - Luminous Color - 「Fulltouch」と「NEW POLY」それぞれ蛍光色の白墨[11][12]。
- 白墨容器・白墨挟持
- 黒板拭き
- 紙用筆記具・消護謨
- 白板用筆記具
- 白板拭き（磁石付き）

かつて存在した日本の羽衣については羽衣文具を参照。